# 蘇霍多利斯科耶湖
60°40′29″N 30°14′42″E / 60.67472°N 30.24500°E
蘇霍多利斯科耶湖是俄羅斯的湖泊，位於列寧格勒州，屬於沃克西河流域，距離聖彼得堡約95公里，長30公里、寬2公里，最大深度23米，該湖有多種魚類棲息。